# Södra Vätterbygdens kontrakt
Södra Vätterbygdens kontrakt är ett kontrakt i Växjö stift inom Svenska kyrkan i Jönköpings län. Kontraktet bildades 2016 genom en sammanläggning av Vista kontrakt och Tveta kontrakt.
Kontraktskoden är 0606.

## Administrativ historik
Kontraktet tillfördes från Tveta kontrakt:
- Jönköpings Kristina-Ljungarums församling uppgick 2018 i Jönköpings församling
- Jönköpings Sofia-Järstorps församling uppgick 2018 i Jönköpings församling
- Rogberga-Öggestorps församling
- Bankeryds församling
- Barnarps församling uppgick 2018 i Barnarp-Ödestugu församling
- Norrahammars församling
- Månsarps församling
- Ödestugu församling uppgick 2018 i Barnarp-Ödestugu församling

Från Vista kontrakt
- Gränna församling
- Visingsö församling
- Skärstad-Ölmstads församling
- Lekeryds församling
- Huskvarna församling
- Hakarps församling

## Kontraktsprostar
| Ämbetstid | Namn                  | Levnadstid | Övrigt                             |
| --------- | --------------------- | ---------- | ---------------------------------- |
| 2025      | Karin Grännö Engkvist |            | Kyrkoherde i Bankeryds församling. |